# Houston Astros
El Houston Astros és un club professional de beisbol estatunidenc de la ciutat de Houston que disputa l'MLB.

## Palmarès
- Campionats de l'MLB (1): 2017
- Campionats de la Lliga Nacional (1): 2005
- Campionats de Liga Americana (1): 2017
- Campionats de la Divisió Central (4): 2001, 1999, 1998, 1997
- Campionats de la Divisió Oest (2): 1986, 1980

## Evolució de la franquícia
- Houston Astros (1965-present)
- Houston Colt .45s (1962-1964)

## Colors
Negre, vermell i sorra.

## Estadis
- Minute Maid Park (2000-present)
  - a.k.a. Astros Field (2002)
  - a.k.a. Enron Field (2000-2002)
  - a.k.a. The Juice Box (àlies donat pels seguidors)
- Astrodome (1965-1999)
  - a.k.a. Harris County Domed Stadium (1965)
  - a.k.a The Dome (àlies donat pels seguidors)
- Colt Stadium (1962-1964) |

## Números retirats
- Jeff Bagwell 5
- Craig Biggio 7
- Jimmy Wynn 24
- José Cruz 25
- Jim Umbricht 32
- Mike Scott 33
- Nolan Ryan 34
- Don Wilson 40
- Jackie Robinson 42
- Larry Dierker 49